# Толіман
Толіман, або Рігіль, також Рігіль Центаврус, або Рігіль Кентаврус (Альфа Центавра, лат. α Centauri) — найближча до Сонця зоряна система (4,35 світлових років), що складається з трьох зірок: альфа Центавра A, альфа Центавра B, альфа Центавра C (Проксима Центавра). Зірки A і B неможливо розрізнити із Землі неозброєним оком. Вони  як єдина зірка — найяскравіша в сузір'ї Центавра й третя за яскравістю на всьому небі після Сіріуса та Канопуса. Систему альфи Центавра можна спостерігати головним чином у Південній півкулі Землі. Зоря C невидима неозброєним оком і можливо гравітаційно не пов'язана з іншими двома зорями. У системі альфи Центавра розташовані найближчі до Землі екзопланети.
Альфа Центавра має також власні назви «Рігіль Центаврус» (від араб. رجل القنطور [riʤl al-qanatûr] — «нога Центавра»), Бунгула (можливо, від лат. ungula — «копито») або Толіман (можливо, він араб. الظلمان [al-zulman] — «страуси»).
Альфа Центавра A і B — сонцеподібні зорі (клас G і K відповідно), які разом утворюють подвійну зоряну систему Альфа Центавра AB. Неозброєним оком ці два основні компоненти як одна зоря з видимою зоряною величиною −0,27. Це найяскравіша зоря в сузір'ї та третя за яскравістю на нічному небі, яскравіше за неї лише Сіріус і Канопус.
Альфа Центавра A має масу 1,1 мас Сонця і світність 1,5 світностей Сонця, тоді як Альфа Центавра B менша і холодніша, її маса складає 0,9 мас Сонця і менше 0,5 світності Сонця. Пара обертається навколо спільного центру мас з орбітальним періодом 79 років. Їхня орбіти еліптична, а отже, має ексцентриситет, тому відстань між А і В коливається від 35,6 астрономічних одиниць до 11,2 астрономічних одиниць.
Альфа Центавра C, або Проксима Центавра, є маленьким слабким червоним карликом (спектральний клас M). Хоча Проксиму Центавра не видно неозброєним оком, це найближча до Сонця зоря на відстані 4,24 св. роки (1,3 пк), трохи ближче, ніж Альфа Центавра AB.
Проксима Центавра має дві підтверджені планети: Проксима b, планета розміром із Землю, що  в так званій зоні життя, відкрита в 2016 році, і Проксима d, яка обертається дуже близько до зорі, оголошена в 2022 році Існування Проксими c, міні-Нептуна на відстані 1,5 астрономічних одиниць, відкритого в 2019 році, викликає суперечки. Альфа Центавра B не має відомих планет: планета Bb, нібито відкрита в 2012 році, пізніше була спростована, і жодна інша планета ще не була підтверджена.

## Склад системи

Розміри компонентів Альфи Центавра в порівнянні з Сонцем

### Зорі
Яскраві зорі A і B у системі α Центавра близькі за характеристиками до Сонця та утворюють тісну подвійну систему. Зорі обертаються по еліптичній орбіті навколо спільного центра мас. Найменша відстань між компонентами A та B складає 11.2 а. о., що дорівнює 1,68 млрд км (у 11 разів більше за відстань між Землею й Сонцем, приблизно дорівнює радіусу орбіти Сатурна). Велика піввісь — 35,6 а. о. (5,33 млрд км). Орбітальний період зір A і B становить 79,91 років. Вік обох зір 5–6 млрд років.
Менша зоря α Центавра C перебуває на відстані 13 тис. а. о. від пари A і B (0,21 світлового року чи 1,9 трлн км.)
α Центавра A належить до жовтих карликів (спектральний клас G2), та має діаметр на 22 % більший ніж у Сонця й на 10 % більшу масу.
α Центавра B належить до помаранчево-жовтих карликів (спектральний клас К1V), її маса становить близько 90 % від маси Сонця, а радіус — 86 % від сонячного.
α Центавра C (Проксима Центавра) є найближчою з трьох зір системи (лат. proxima — «найближча»), червоним карликом, та найслабшою серед них за світністю. Її діаметр становить близько 0,12 Мʘ, а спектральний клас M5Ve. Якщо вважати її гравітаційно пов'язаною з двома іншими зорями, то Проксима здійснює оберт навколо них за близько 547 тис. років.

### Планети
З 2016 року єдиною підтвердженою планетою системи є Проксима Центавра b, що обертається навколо найменшої зорі. Вона перебуває на відстані від Проксими Центавра 0,05 а. о. (менше, ніж відстань від Меркурія до Сонця), здійснює повний оберт навколо за 11,2 земних дні. Маса планети складає щонайменше 1,3 маси Землі. Хоча планета перебуває в життєпридатній зоні, на Проксимі Центавра, як було встановлено в 2018 році, відбуваються сильні спалахи, що роблять життя на планеті (принаймні за земними мірками) неможливим.
У 2019 році з'явилися свідчення, що біля Проксими може обертатися й друга планета. Її орбіта перебуває на відстані 1,48 а. о. від зорі, період обертання складає 5,2 земних роки. Маса планети — 5,8 ± 1,9 мас Землі.

### Навколозоряний диск
Дослідження, здійснені в 2007 та 2012 роках виявили тимчасове зростання випромінювання зір A і B в інфрачервоному діапазоні, що можуть свідчити про наявність навколозоряних дисків біля зір A і B, які періодично перекривають їх. Сукупна маса цих дисків оцінюється в 10−7 — 10−6 мас Місяця, що в 10–100 разів перевищує масу зодіакальної хмари Сонячної системи.

## Спостереження

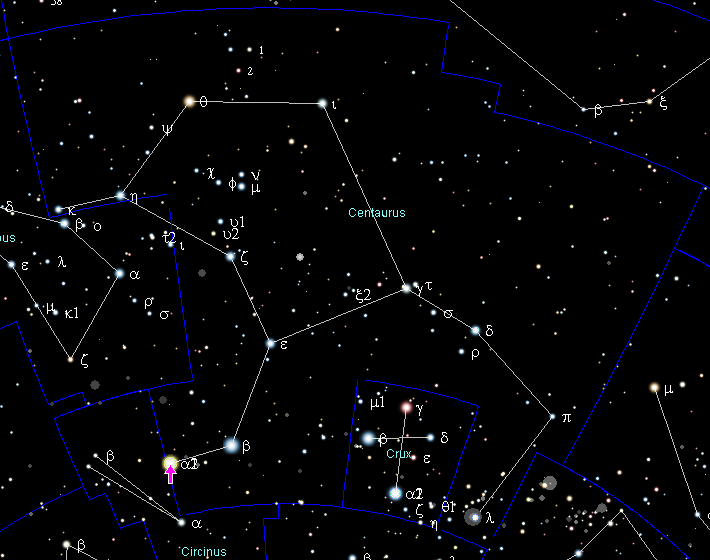
Розташування Альфи Центавра на небесній сфері

Неозброєним оком Альфа Центавра AB виглядає як одна зоря, найяскравіша в південному сузір'ї Центавра. Їх видиме кутове віддалення коливається приблизно протягом 80 років від 2 до 22 кутових секунд (неозброєне око має роздільну здатність 60 кутових секунд), але при максимальному кутовому віддаленні обидві зорі легко розпізнаються в бінокль або невеликий телескоп.  При видимій зоряній величині -0,27 (комбінована зоряна величина для A та B), Альфа Центавра є третьою по видимій яскравості зорею на нічному небі (яскравіші тільки Сіріус і Канопус).
Південніше приблизно 29° південної широти Альфа Центавра є циркумполярною і ніколи не заходить за горизонт. Північніше приблизно 29° північної широти Альфа Центавра ніколи не піднімається над горизонтом. 
Проксіма Центавра віддалена на 2,2° від Альфа Центаври, тобто приблизно на 4 кутових діаметрів Місяця. Проксима Центавра має видиму зоряну величину 11,1, тому побачити її можна тільки в телескоп.

### Історія спостережень
Альфа Центавра внесена в «Альмагест» II століття, зоряний каталог Птолемея, який визначив її екліптичні координати. За часів Птолемея Альфу Центавра було видно з Александрії в Стародавньому Єгипті на 31° північної широти але, через прецесію її схилення зменшилося, і зорю більше не видно на цій широті. Англійський дослідник Роберт Гьюз привернув увагу європейських спостерігачів до Альфи Центавра у своїй праці 1592 року «Tractatus de Globis» разом із Канопусом і Ахернаром.
Подвійну природу Альфа Центавра AB було визнано в грудні 1689 року Жаном Рішо під час спостереження за пролітаючою кометою, зі своєї станції в Пудучеррі. Альфа Центавра була лише другою відкритою подвійною зорею, якій передував Акрукс.
Великий власний рух Альфи Центавра AB виявив Мануель Джон Джонсон, який спостерігав із острова Святої Єлени, який повідомив про це Томаса Гендерсона з Королівської обсерваторії на мисі Доброї Надії. Паралакс Альфа Центавра згодом був визначений Гендерсоном з багатьох точних позиційних спостережень системи АВ між квітнем 1832 і травнем 1833 років. Однак він приховав свої результати, оскільки підозрював, що вони занадто великі, щоб бути правдою, але зрештою опублікував їх у 1839 році після того, як Фрідріх Вільгельм Бессель оприлюднив точно визначений паралакс для 61 Лебедя в 1838 році.
Пізніше Джон Гершель зробив перші мікрометричні спостереження в 1834 році. З початку XX століття вимірювання виконувалося за допомогою фотопластинок.
До 1926 року Вільям Стівен Фінсен розрахував приблизні елементи орбіти, близькі до прийнятих зараз для цієї системи. Усі майбутні положення тепер достатньо точні, щоб візуальні спостерігачі могли визначити відносне розташування зір за ефемеридами подвійних зір. Інші, як Д. Пурбе (2002), регулярно вдосконалювали точність нових опублікованих елементів орбіти.
Роберт Т. А. Іннес відкрив Проксиму Центавра в 1915 році, використовуючи фотопластинки, зроблені в різний час під час дослідження власного руху. Вони показали великий власний рух і паралакс, подібні за розміром і напрямком до Альфа Центавра AB, що свідчить про те, що Проксима Центавра є частиною системи Альфа Центавра і трохи ближче до Землі, ніж Альфа Центавра AB. Таким чином, Іннес дійшов висновку, що Проксима Центавра була найближчою до Землі зорею з усіх знайдених.

## Кінематика
Усі компоненти Альфа Центавра демонструють значний власний рух на фоні неба. Протягом століть це спричиняє повільну зміну їхнього положення. Власний рух не був відомий стародавнім астрономам. Більшість припускали, що зорі постійно закріплені на небесній сфері, як зазначено в працях філософа Арістотеля. У 1718 році Едмонд Галлей виявив, що деякі зорі значно змінили своє давнє астрометричне положення.
У 1830-х роках Томас Гендерсон виявив справжню відстань до Альфи Центавра, проаналізувавши свої численні спостереження астрометричного фрескового кола. Потім він зрозумів, що ця система, ймовірно, також має високий власний рух. У цьому випадку видимий рух зір було знайдено за допомогою астрометричних спостережень Ніколя-Луї де Лакайля 1751–1752 років за спостережуваними відмінностями між двома виміряними положеннями в різні епохи.
Розрахований власний рух центру мас Альфа Центавра AB становить близько 3620 мілісекунд на рік на захід і 694 мілісекунд на рік на північ, що дає загальний рух 3686 мілісекунд на рік у напрямку 11° на північний захід.. Центр мас рухається приблизно на 6,1' кожне століття, або 1,02° кожне тисячоліття. Швидкість в західному напрямку 23 км/с і в північному напрямку 4,4 км/с. За допомогою спектроскопії було визначено, що середня радіальна швидкість становить приблизно 22,4 км/с у бік Сонячної системи. Це дає швидкість відносно Сонця 32,4 км/с, дуже близько до піку в розподілі швидкостей найближчих зір.
Оскільки Альфа Центавра AB знаходиться майже точно в площині Чумацького Шляху, якщо дивитися з Землі, за нею з'являється багато зір. На початку травня 2028 року Альфа Центавра А пройде між Землею та далекою червоною зорею, тоді з імовірністю 45 % буде спостерігатися кільце Ейнштейна. Інші сполучення також відбудуться в найближчі десятиліття, що дозволить точно вимірювати власні рухи та, можливо, дасть інформацію про планети.

### Прогнозовані майбутні зміни
Виходячи з загального власного руху системи та радіальних швидкостей, Альфа Центавра продовжуватиме значно змінювати своє положення на небі та поступово світлішатиме. Наприклад, приблизно в 6200 році нашої ери власний рух α Центавра спричинить надзвичайно рідкісне з'єднання зір першої величини з Бета Центавра, утворюючи блискучу оптичну подвійну зорю на південному небі. Потім він пройде трохи на північ від Південного Хреста або Крукса, а потім переміститься в напрямку нинішнього небесного екватора та подалі від галактичної площини. Приблизно до 26 700 року нашої ери в сучасному сузір'ї Гідри Альфа Центавра досягне перигелію 0,90 пк, або 2,9 св. р., хоча пізніші розрахунки припускають, що це станеться в 27 000 році нашої ери. При найближчому зближенні Альфа Центавра досягне максимальної видимої зоряної величини −0,86, що можна порівняти з сучасною зоряною величиною Канопуса, але вона все одно не перевершить зоряну величину Сіріуса, який поступово світлішає протягом наступних 60 000 років і продовжуватиме бути найяскравішою зорею, яку можна побачити із Землі (окрім Сонця) протягом наступних 210 000 років.

### Зоряна система
Альфа Центавра — це потрійна зоряна система, у якій дві головні зорі, Альфа Центавра A та Альфа Центавра B, разом складають подвійний компонент. Позначення AB позначає центр мас головної подвійної системи відносно зорі-компаньйона в кратній зірковій системі. AB-C відноситься до компонента Проксими Центавра по відношенню до центральної подвійної системи, будучи відстанню між центром мас і зовнішнім компаньйоном. Оскільки відстань між Проксимою (C) і Альфою Центавра A чи B однакова, подвійну систему AB іноді розглядають як єдиний гравітаційний об'єкт.

#### Орбітальні характеристики
Компоненти А і В Альфа Центавра мають орбітальний період 79,762 років. Їхня орбіта помірно ексцентрична, оскільки має ексцентриситет майже 0,52. Відстань в перицентрі становить 11,2 а. о., а відстань в апоцентрі становить 35,6 а. о.. Останній раз компоненти перебували в перицентрі у серпні 1955 року, а наступного разу це відбудеться у травні 2035 року; останнє проходження апоцентру було у травні 1995 року, а наступний раз відбудеться у 2075 році.

## Найближче оточення системи
Наступні зоряні системи знаходяться на відстані у межах 10 світлових років від системи Альфи Центавра:

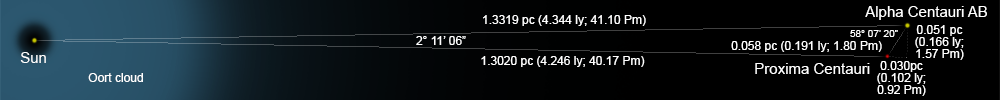
Взаємне розташування Сонця, Альфи Центавра та Проксими Центавра (сіра цятка під «Alpha Centauri AB» — це проєкція положення Проксими Центавра на ту ж відстань від Сонця, що і до Альфи Центавра)

| Зоря            | Спектральна класифікація | Відстань, св. років |
| --------------- | ------------------------ | ------------------- |
| Луман 16 AB     | L7,5 / T0,5              | 3,68                |
| Сонце           | G2 V                     | 4,37                |
| Зоря Барнарда   | M4,0 V                   | 6,5                 |
| Росс 154        | M3,5 Ve                  | 8,1                 |
| Вольф 359       | M5,8 Ve                  | 8,3                 |
| Сіріус AB       | A1 V / DA2 VII           | 9,5                 |
| Епсилон Ерідана | K2 Ve                    | 9,7                 |